# Abou Touré
Abou Touré (sinh ngày 12 tháng 2 năm 1996) là một cầu thủ bóng đá người Sénégal, thi đấu ở vị trí tiền vệ chạy cánh phải cho Real SC.

## Sự nghiệp câu lạc bộ
Touré có màn ra mắt cho Mafra ngày 23 tháng 1 năm 2016 trước Feirense trong trận hòa 1-1, vào sân thay cho Luís Carlos.